# Sobral da Adiça
Sobral da Adiça es una freguesia portuguesa del concelho de Moura, con 138,30 km² de superficie y 1.046 habitantes (2001). Su densidad de población es de 7,6 hab/km².